# Albatros de Laysan
Phoebastria immutabilis
Espèce
Statut de conservation UICN

 NT A4bd : Quasi menacé
L’Albatros de Laysan (Phoebastria immutabilis) est une espèce de petit albatros originaire des îles Hawaii. Son nom vient de l’île de Laysan au nord ouest de l’archipel d’Hawaii d’où est originaire la colonie la plus importante avec 2,5 millions d’oiseaux.

## Description
L’Albatros de Laysan a un plumage ressemblant à celui d’un goéland avec un manteau gris clair et une tête et le dessous du corps blanc. Il cohabite avec l’albatros à pieds noirs qui est très différent avec son plumage sombre.

## Comportement et distribution

Carte de répartition

L’Albatros de Laysan se rencontre sur une large zone du nord du Pacifique. Ses principales colonies se rencontrent dans les îles Hawaii notamment les îles Midway et Laysan. Il niche aussi dans les îles Bonin près du Japon ainsi que sur l’île de Guadalupe près du Mexique.
Les albatros de Laysan nichent généralement en colonie très denses. Les deux parents couvent l’œuf pendant environ 65 jours. Le poussin met 160 jours avant de pouvoir voler, il est nourri avec des calamars et de l’huile produite par les adultes.
Les juvéniles reviennent à leur colonie de naissance vers l’âge de trois ans mais ne se reproduisent que vers sept ou huit ans. Durant ces années ils participent aux complexes rituels amoureux pour trouver un partenaire.
Il détient le record de longévité des espèces sauvages d'oiseaux documentées durant les 90 années d'existence : appelé Wisdom, un albatros de l'atoll de Midway, bagué depuis 1956, et ayant au moins 66 ans a pondu un œuf dont est né un oisillon en février 2017. Depuis 2010 au moins, Wisdom est en couple avec un albatros plus jeune nommé Akeakamai. L'Albatros de Laysan est en effet un animal qui peut rester avec le même partenaire pendant plusieurs années voire décennies,.Le 3 décembre 2020, l'United States Fish and Wildlife Service (USFWS) indique que Wisdom est retourné dans l'atoll de Midway depuis au moins le 29 novembre de la même année et y a pondu un œuf.

## Conservation
Au début du XXe siècle, l’Albatros de Laysan a souffert de la chasse pour ses plumes et de la collecte des œufs. Ces pratiques ont cessé mais l’espèce est vulnérable aux palangres comme tous les autres albatros.

## Galerie

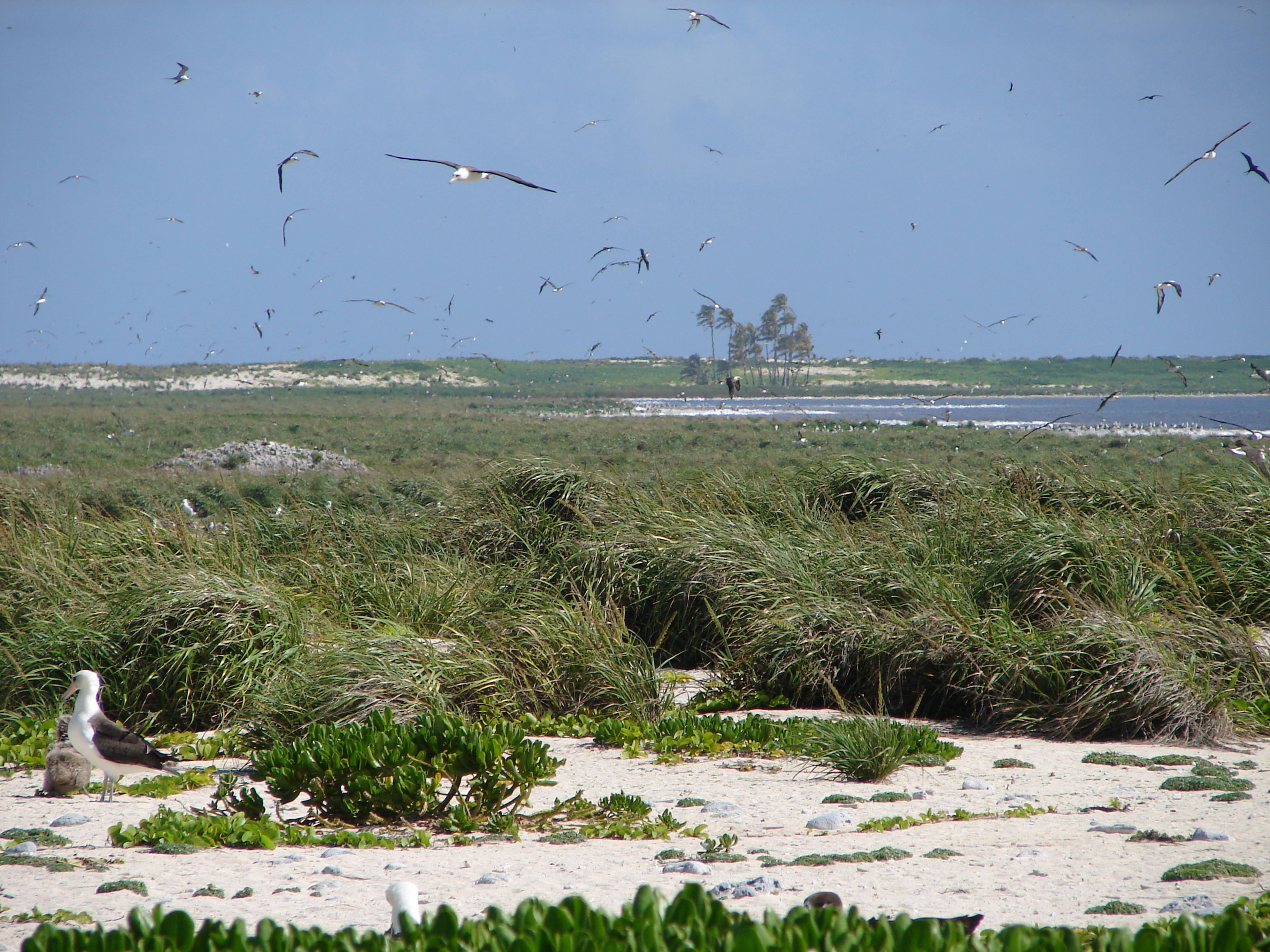
L'île de Laysan, dans les îles Hawaii
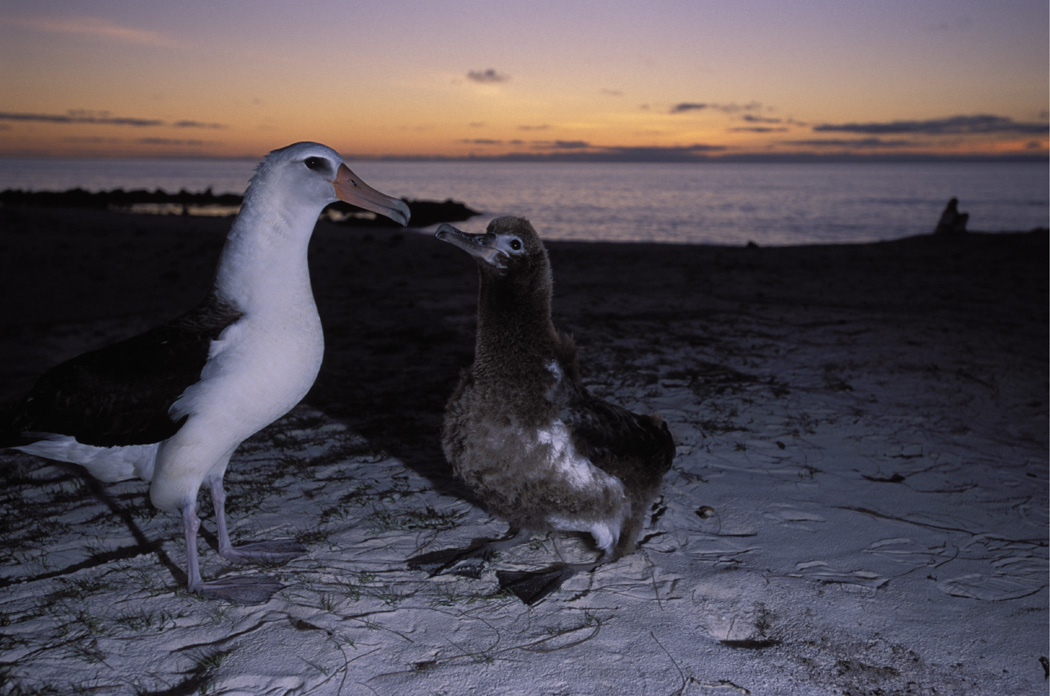
Adulte avec son poussin